# Marc (unité)
Pour les articles homonymes, voir Marc, Marc d'or et Mark-or.

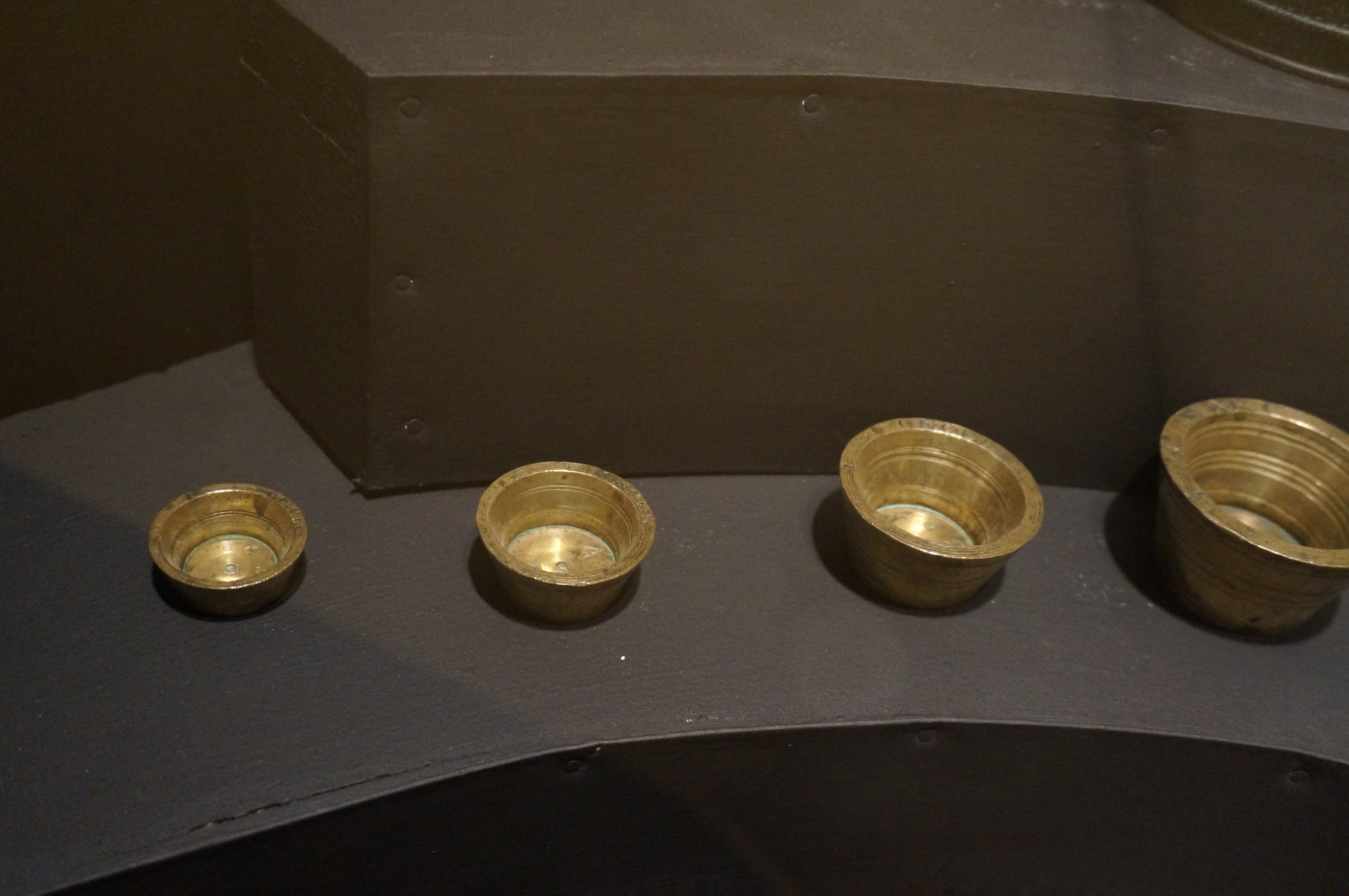
Godets de 16 marcs.

Le marc est une ancienne unité de masse, valant huit onces ou une demi-livre. Ce terme vient du francique marka adopté par le latin médiéval marca issu du sens « marque, signe » par l'intermédiaire de celui de « lingot de métal muni d'une marque officielle ». Le marc d'argent a donné son nom à diverses monnaies en marc, dont le mark finlandais et le mark allemand.
Sous l'Ancien régime français, dans les unités prémétriques, le système de masse se disait « les poids de marc » et le marc équivalait à 244,75 grammes actuels.

## Histoire

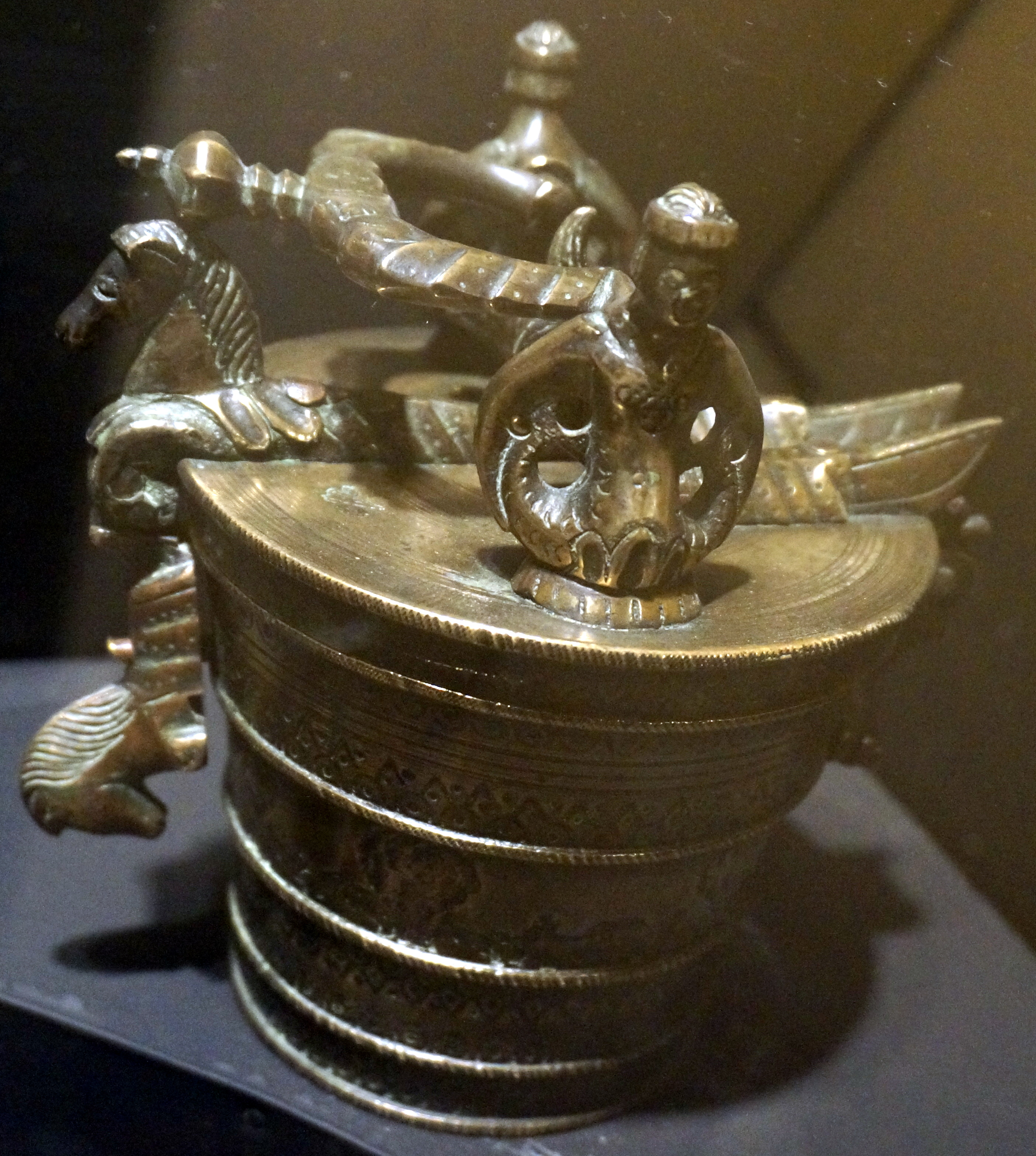
Pile à godets de 16 marcs.

Après l’effondrement du système institué par les Romains, l'émission de monnaie métallique redevint un privilège royal dès les Mérovingiens. Le retour à une unité de masse métallique stable permit de constituer des étalons monétaires, notamment à Paris.
La première réforme fut instituée sous Charlemagne en 793-794, peu avant le synode de Francfort. Le marc dérivait alors de la pondus Caroli (que l'on peut traduire par livre carolingienne et qui donna les mots pound, etc.) dont la valeur était de 408,25 g (parfois arrondie à 408 g) et d'où découlèrent par décrets la livre de Troyes établie à 376,4 g et la livre tournois à 367 g. Le Saint-Empire romain germanique institua de son côté un dérivé de la livre carolingienne appelé le marc de Cologne (Kölnische Mark) qui équivalait à 233,8 g actuels, base des poids monétaires des monnaies modernes comme le thaler. 
En 1130, le marc correspond à une quantité d'or ou d'argent pesant huit onces. 
Cependant, cette masse variait en fonction des titrages et des alliages métalliques. Les historiens estiment que les cours de l'or et de l'argent ont connu respectivement 146 et 251 variations notables de 1133 à 1873. Le rapport or/argent a donc mué près de trois cents fois. On comprend le rôle clef des étalons d'or et argent dans la nécessaire évaluation monétaire, imposant une pesée métallique d'une monnaie d'alliage connu. Notons qu'à côté de l'or et de l'argent, qualifiés de pur ou fin, les alliages étaient en principe strictement réglementés. Par exemple, l'agnel d'or de Saint Louis était composé de 99 % d'or fin, la monnaie d'argent standard comportait au minimum 95,83 % d'argent fin.